# Carl Ehrman

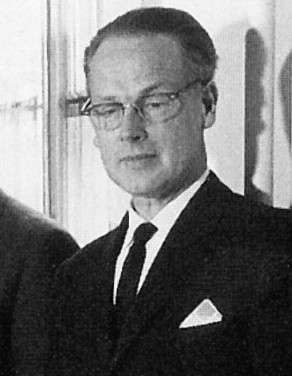
Carl Ehrman 1962.

Carl Emil Georg Ehrman, född 1 oktober 1910 i Ystad, död 21 december 1976, var en svensk ingenjör.
Ehrman, som var son till Emil Ehrman och Hilma Möller, avlade studentexamen 1929 och utexaminerades från Kungliga Tekniska högskolan 1935. Han anställdes på Stockholms stads gatukontor 1935, blev överingenjör 1957, teknisk direktör 1962 och var gatudirektör 1964–1976. Han var även assistent vid Kungliga Tekniska högskolan 1946–1954 och verkställande direktör i AB Gekonsult. Han var styrelseledamot i Svenska kommunaltekniska föreningen från 1940 (sekreterare 1940–1961).